# ایستمی خان

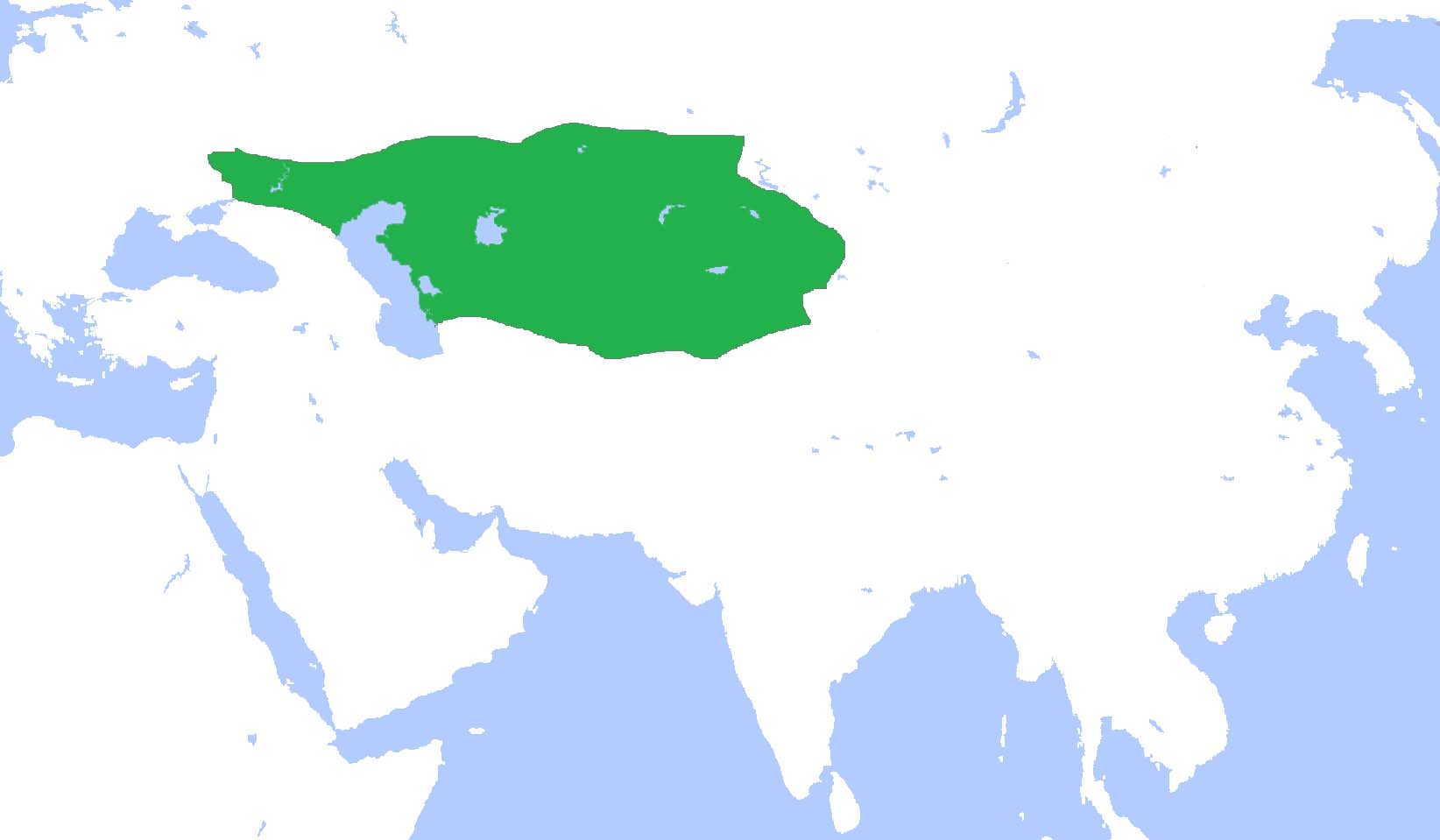
خاقانات غربی ترک. برای دیدن تصویر بزرگتر روی تصویر کلیک کنید.

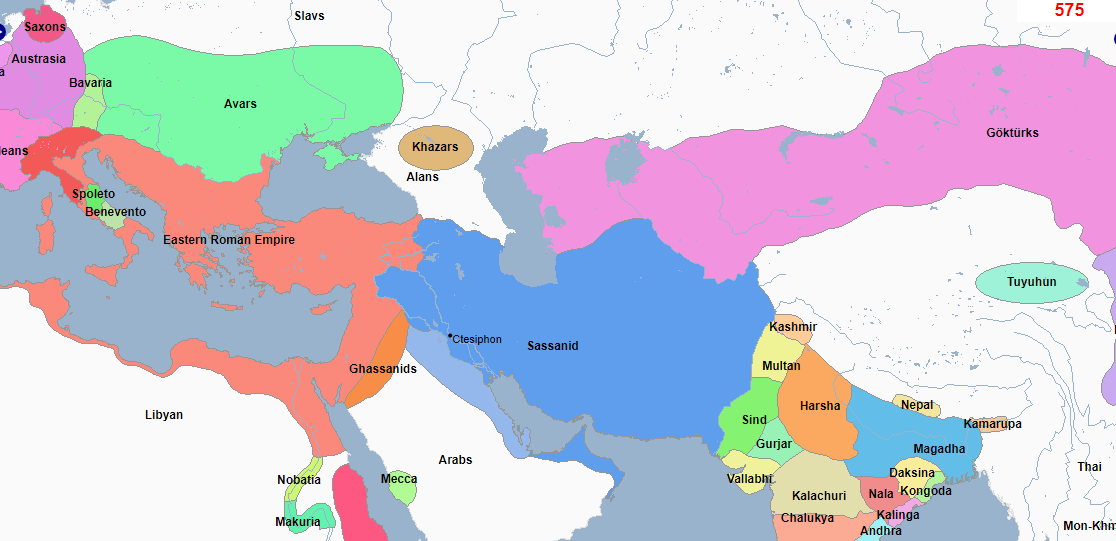
نقشه ایران و همسایگان در سال ۵۷۵ میلادی

ایستمی خان نخستین فرمانروای خاقانات غربی ترک بود. وی جانشین برادرش بومین خان شد.
مبدأ تاریخی ترکان از سال ۵۴۵ میلادی و شروع فرمانروایی بومین خان است که عنوان ایلخان، یعنی رئیس ایل و سرزمین را داشت. وی به سال ۵۵۵ میلادی بر سراسر ماوراء سیحون دست یافت. از این تاریخ تماس ترکان و ایران در تاریخ ساسانی به ثبت رسیده است.
در روزگار فرمانروایی بومین خان، برادر کوچکش ایستمی خان، مأموریت حمله به غرب را یافت.
در سال ۵۶۰ میلادی ایستمی خان، صلاح کار خود را در این دید که برای از بین بردن هیاطله یا هپتالیان که دشمن مشترک ایران و ترکان بودند، با خسرو انوشیروان اتحاد کند. برای ایرانیان هدف عمده از حمله به هیاطله، گرفتن انتقام مرگ پیروز یکم شاهنشاه ساسانی بود که در جنگ با هیاطله کشته شده بود.
خسرو انوشیروان در ضمن این اتحاد، با دختر ایستمی خان ازدواج کرد. هرمز چهارم ثمرهٔ این ازدواج است. البته دانشنامه ایرانیکا این مطلب را تکذیب کرده است زیرا هرمز چهارم (دوره سلطنت از ۵۷۹ تا ۵۹۰ میلادی) متولد حدود سال ۵۴۰ میلادی است در حالیکه این ازدواج در حدود سال ۵۶۰ میلادی و در دوره حکمرانی ایستمی خان (۵۵۲ تا ۵۷۶ میلادی) صورت گرفته است.
نخستین شکست به هیاطله در سال ۵۶۲ میلادی وارد آمد و سرانجام هیاطله بدست قوای مشترک ایران و ترکان از بین رفت و خاقانات غربی گوک‌ترک و ایران رسماً در مرز شمال شرقی ایران با یکدیگر همسایه شدند.
بعد از پیروزی بر هپتالیان، اختلاف بین ترکان و ایران بر سر راه ابریشم که تا بحال پنهان مانده بود، آشکار شده و چهره‌ای آشتی‌ناپذیر به خود گرفت. ایستمی خان یک چاپار نزد یوستی نیانوس یکم امپراتور بیزانس (همسایه غربی ایران)، فرستاد و قرار بر این شد که ترکان و رومیان به اتفاق یکدیگر، به شاهنشاهی ساسانی ایران حمله کنند.
سواران ایستمی خان بسرعت از رود آمو گذشتند ولی مواضع و استحکاماتی که ایران در سدهٔ پنجم میلادی برابر هیاطله ایجاد کرده بود به نظر ترکان غیرقابل گذر آمد و حمله به همین‌جا متوقف ماند.
انوشیروان در سال ۵۷۱ میلادی بخش سند، بست، رخج، زابلستان، طخارستان و کابلستان را متصرف شد. چغانیان نیز به تبعیت ایران درآمدند اما سرزمین سغد در اختیار ترکان باقی ماند و این به سبب صلحی بود که میان خسرو انوشیروان و ایستمی خان بسته شد.
ایستمی خان در سال ۵۷۶ میلادی فوت کرد و جای خود را به پسرش تاردوش خان داد. به هنگام تدفین ایستمی خان، چهار اسیر جنگی از هون‌ها نیز اعدام و با وی بخاک سپرده شدند تا در آن جهان وی را همراهی کنند.